# The Canterville Ghost (1944)
The Canterville Ghost is een Amerikaanse filmkomedie uit 1944 onder regie van Jules Dassin. Het scenario is losjes gebaseerd op de gelijknamige novelle uit 1887 van de Ierse auteur Oscar Wilde.

## Verhaal
Driehonderd jaar geleden gedroeg een Brits edelman zich laf tijdens de oorlog. Zijn vader liet hem als straf levend inmetselen achter een kasteelmuur. Sindsdien moet hij als spook rondwaren, totdat een van zijn nakomelingen een heldendaad verricht. Tijdens de Tweede Wereldoorlog zijn er Amerikaanse infanteristen gelegerd in het kasteel. Een van de soldaten is een nabestaande van de laffe edelman.

## Rolverdeling
| Acteur           | Personage                    |
| ---------------- | ---------------------------- |
| Charles Laughton | Simon de Canterville / Spook |
| Robert Young     | Cuffy Williams               |
| Margaret O'Brien | Jessica de Canterville       |
| William Gargan   | Sergeant Benson              |
| Reginald Owen    | Lord Canterville             |
| Rags Ragland     | Grote Harry                  |
| Una O'Connor     | Mevrouw Umney                |
| Donald Stuart    | Valentine Williams           |
| Elisabeth Risdon | Mevrouw Polverdine           |
| Frank Faylen     | Luitenant Kane               |
| Lumsden Hare     | Mijnheer Potts               |
| Mike Mazurki     | Metropolus                   |
| William Moss     | Hector                       |
| Bobby Readick    | Eddie                        |
| Marc Cramer      | Bugsy McDougle               |